# Henri-Jules de Brunswick-Wolfenbüttel
Henri-Jules (en allemand : Heinrich Julius), né le 15 octobre 1564 au château de Hessen (Osterwieck) et mort le 30 janvier 1613 à Prague, est un prince de la seconde maison Welf, fils du duc Jules de Brunswick-Wolfenbüttel et d'Edwige de Brandebourg. Il fut administrateur protestant de l'évêché d'Halberstadt à partir de 1566, ainsi que duc de Brunswick-Lunebourg régnant sur les principautés de Brunswick-Wolfenbüttel et de Calenberg de 1589 à sa mort. Il est également administrateur de l'évêché de Minden de 1582 à 1585.

## Biographie
Henri-Jules est le fils aîné de Jules de Brunswick-Wolfenbüttel (1528-1589), duc de Brunswick-Lunebourg et prince de Brunswick-Wolfenbüttel à partir de 1568, et de son épouse Edwige (1540-1602), fille de l'électeur Joachim II Hector de Brandebourg. Il fut élu administrateur portestant de Halberstadt en 1566, à l'âge de deux ans. Le chapitre dirige l'évêché jusqu'à sa majorité, en 1578. Son investiture le 7 décembre 1578, accompagné d'une série de cérémonies catholiques, a eu un grand retentissement auprès du public. Il apporte certaines améliorations à la Réforme protestante et permet aux fonctionnaires catholiques de garder leurs privilèges.

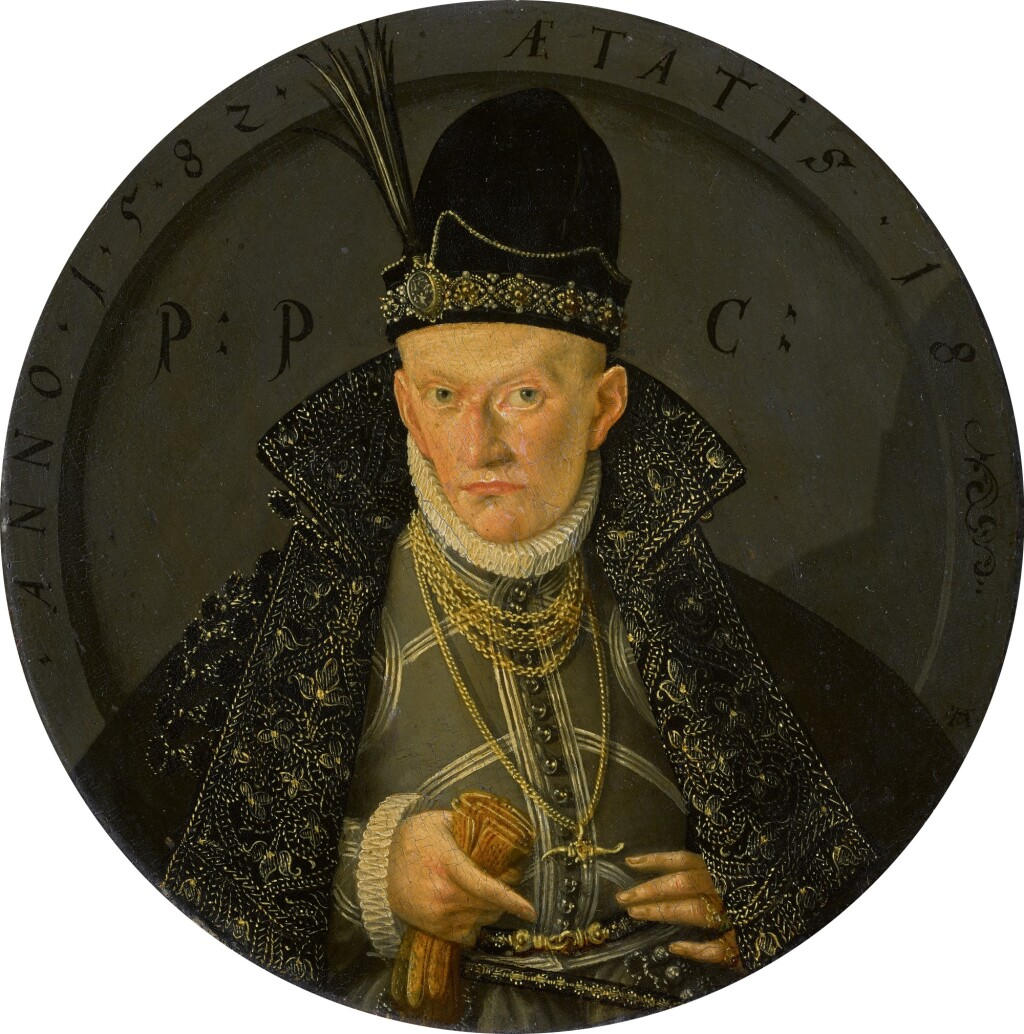
Portrait d'Henir-Jules, 1582.

Prince érudit comme son père, Henri-Jules devient le premier recteur de la nouvelle université d'Helmstedt, fondée en 1576. Âgé seulement de douze ans, il prend part aux discussions théologiques du corps enseignant. Plus tard, il étudie le droit. Il s'intéresse également à l'architecture et conçoit plusieurs édifices comme le novum de Juleum, bâtiment principal de l'université de Helmstedt, et la cathédrale de la Bienheureuse Vierge Marie à Wolfenbüttel. Entre 1593 et 1594, Henri-Jules rédige plusieurs pièces de théâtre. Il prend également à son service le compositeur Michael Praetorius.

### Règne
À la mort de son père en 1589, Henri-Jules devient duc de Brunswick-Lunebourg. Il remplace la loi saxonne par la loi romaine, les nobles locaux alors juges sont remplacés par des avocats. Henri-Jules persécute les Juifs et les sorcières. Sa gestion des finances est désastreuse et il accumule une grande quantité de dettes publiques. Les droits de la noblesse sont réduits ; pour cette raison, les nobles entament des poursuites contre Henri-Jules à la cour impériale de Spire. Un compromis est atteint en 1601.
Un conflit plus grave éclate entre la ville de Brunswick et le duc : la ville refuse de reconnaître Henri-Jules comme suzerain à moins qu'il ne confirme ses privilèges. Une guerre civile éclate en 1605. Les tentatives de négociation de Christian IV de Danemark échouent et en 1606, l'empereur Rodolphe II frappe d’interdit la ville.
En 1607, Henri-Jules se rend à la cour impériale à Prague afin de négocier les détails de l'interdiction. Il gagne la confiance de l'empereur et acquiert de la sorte une grande influence dans les affaires impériales, devenant un des conseillers de Rodolphe. Il parvient à résoudre le conflit opposant l'empereur à son frère Matthias Ier et aide également à résoudre les principaux conflits entre catholiques et protestants de Bohême.
Le 20 juillet 1613, Henri-Jules meurt à Prague. Il est inhumé dans la cathédrale de Wolfenbüttel.

## Descendance
En 1585, Henri-Jules épouse Dorothée de Saxe (1563-1587), fille de l'électeur Auguste Ier de Saxe. Un enfant est né de cette union :
- Dorothée-Hedwige (1587-1609), épouse en 1605 le prince Rodolphe d'Anhalt-Zerbst.

Veuf, Henri-Jules se remarie en 1590 avec Élisabeth de Danemark, fille du roi Frédéric II. Dix enfants sont nés de cette union :
- Frédéric-Ulrich (1591-1634), duc de Brunswick-Wolfenbüttel ;
- Sophie-Hedwige (1592-1642), épouse en 1607 le comte Ernest-Casimir de Nassau-Dietz ;
- Élisabeth (1593-1650), épouse en 1612 Auguste, fils de l'électeur Christian Ier de Saxe, veuve en 1615, épouse en 1618 le duc Jean-Philippe de Saxe-Altenbourg ;
- Edwige (1595-1650), épouse en 1619 le duc Ulrich de Poméranie ;
- Dorothée (1596–1643) (de), épouse en 1615 le margrave Christian-Guillaume de Brandebourg, fils de Joachim III Frédéric de Brandebourg ;
- Henri-Jules (1597-1606) ;
- Christian (1599-1626), évêque de Halberstadt ;
- Rodolphe (1602-1616), évêque de Halberstadt ;
- Henri-Charles (1609-1615), évêque de Halberstadt ;
- Anne-Augusta (1612-1673), épouse en 1638 le comte Georges de Nassau-Dillenbourg.